# Salvador Márquez
Salvador Márquez Ramos (24 de diciembre de 1950, México) es un futbolista mexicano retirado que jugaba en la posición de mediocampista. Jugó para el Club Deportivo Guadalajara y participó en los Juegos Olímpicos de Múnich 1972.
En agosto de 1975 es puesto transferible por el Guadalajara y sus servicios fueron adquiridos por el equipo de la Universidad de Nayarit, que en ese momento se encontraba en la Segunda División.

## Clubes
| Club                       | País   | Año         |
| -------------------------- | ------ | ----------- |
| Club Deportivo Guadalajara | México | 1972 - 1975 |